# Santiago de Larraín y Vicuña
Santiago de Larraín y Vicuña (Aranaz, 21 de noviembre de 1666 - Santiago de Chile, 26 de febrero de 1748) fue un magistrado y político español de origen navarro,  quien ejerció como Gobernador y Presidente de la Real Audiencia de Quito, además de recibir hábito como Caballero de la Orden de Santiago, una de las aspiraciones más codiciadas por los hombres de su época. 
Es el genearca de la Familia Larraín de los Marqueses, rama más antigua de esta familia en Chile y de la que se deriva, por pronunciación corrompida, el nombre de la actual Comuna santiaguina de La Reina.

## Origen familiar

### Etimología del apellido
Probablemente se relacione a "pastizal", del euskera larre = pasto, con el sufijo locativo –ain = sitio de. También podría ser una reducción de "larragain" = "sobre la dehesa"; de larre = dehesa y –gain = parte superior.

### Edad Media
Desde la Edad Media existió en Navarra el Señorío de Larraín, situado en el valle de Ilzarbe. Éste comprendía buenas tierras, el palacio de cabo de armería de Larraín, la capilla de San Miguel con enterramiento familiar blasonado y casas labradoriegas. El feudo pasó por herencia a la Baronía de Bigüezal, fundida en la ilustre Casa Condal de Guenduláin, antepasados de la Reina Fabiola de Bélgica.
El blasón propio de los Larraín es de plata con dos águilas negras exployadas, puestas una sobre otra.

### Casa de Larrainechea en Aranaz
Los padres de Santiago de Larraín fueron Juan de Larraín y Zozaya (n. Aranaz, 16 de febrero de 1638), quien fuera el V° Señor de la Casa de Larraín, Regidor del Cabildo, Alcalde y Juez de Aranaz; y María Gracia de Vicuña y Araníbar, hija de Beltrán Miguel de Vicuña y María de Araníbar.
El tatarabuelo de Juan de Larraín fue Joanes (var. Juan) de Larraín (n. c. 1500), quien quizás haya sido hijo de Martín de Larraín y nieto de Juan de Larraín. Joanes fue el primer Señor de la Casa de Larrainechea (del euskera Larrain Etxea = Casa Larraín) en Aranaz, a lo que se asociaba un edificio de piedra de 3 pisos, con escudo de armas en la puerta y entierro en la iglesia parroquial, además de bordas, huertas y casales anexas. Al parecer Joanes fue Regidor y alcalde de Aranaz entre 1536 y 1566.

### La comuna de La Reina

Escudo de Larraín

En 1723, Santiago de Larraín y Vicuña recibió de su hija, la religiosa María Josefa, el fundo que con el tiempo pasaría a denominarse "La Reina" y que correspondía a parte de los territorios de la antigua chacra de Tobalaba. La Reina debe su nombre a tierras de Santiago de Larraín y Vicuña, y lleva en su escudo de armas las dos águilas negras explayadas del blasón de los Larraín. 
La propiedad de estos terrenos, estuvo en manos de la Familia Larraín por largos años, a través de los siglos XVIII y XIX. El apellido Larraín a veces era pronunciado como Lerrein. De esta forma, el “Fundo Larraín” comenzaría a ser conocido como Lerrein, lo que luego evolucionaría a "La Reina", y de esto se deriva el actual nombre de la comuna, así como también el de una de sus más importantes avenidas.

## Vida en América
Santiago de Larraín y Vicuña viajó a las Indias en el galeón del General Gonzalo Chacón en 1685, llegando a la casa de su tío Francisco de Larraín y Zozaya, quien posiblemente fue el primero de la familia en establecerse en América (primero en Guayaquil y luego en Concepción).
Santiago ocupó los cargos de capitán de Infantería, alcalde ordinario del Cabildo de Santiago (1702-1707), procurador del Cabildo de Santiago (1709-1715), comisario general del Reino, presidente de la Real Audiencia de Quito y Gobernador de la provincia homónima (1715-1718, 1722-1728). Como presidente de la Audiencia de Quito gobernó por tres años que pasaron sin mayores problemas, a diferencia de su antecesor Juan de Zozaya y Lecuberria quien debió enfrentar a los corsarios de Woodes Rogers y además el incendio de Guayaquil. La vida de Larraín en la Audiencia se caracterizó por gobernar un territorio que buscaba convertirse en capitanía general pero que formalmente no lo conseguía. Zozaya fue capitan en la letra pero en la realidad no pudo ejercer autonomía militar para defender activamente el puerto de Guayaquil. Es Larraín además uno de los tantos presidentes de la Audiencia de Quito que eran además caballeros de órdenes militares españolas. Su cargo como capitan de infantería le daba experiencia militar que la Audiencia de Quito necesitaba para defenderse de los ataques de corsarios que amenazaban en el mar del sur, sin embargo para fortuna de Larraín esto no ocurrió. Estuvo en el cargo hasta que después de dejarlo la Audiencia de Quito sería suprimida como parte de las decisiones que haría el rey Felipe V, primer rey de la dinastía Borbón.
Fue dueño de una mansión en Santiago de Chile (ubicada en calle Huérfanos esquina noroeste con la calle Bandera) y también de 1500 cuadras en Malloa y Viña del Mar, de la Chacra de Tobalaba y la Hacienda de Cauquenes. Fundó mayorazgo sobre sus casas en Santiago y de sus tierras de Cauquenes y Ñuñoa ante el escribano Bartolomé Mondaca en Santiago el 6 de octubre de 1736. Testó ante Juan Borda en Santiago el 9 de abril de 1741. 
Se casó en la Parroquia El Sagrario el 24 de julio de 1699 con Mónica Teresa de la Cerda y Hermúa (nacida y fallecida en Santiago), hija de Juan de la Cerda y Méndez de Contreras y Mariana de Hermúa y Méndez de Contreras. El matrimonio tuvo ocho hijos. Ambos se encuentran sepultados en la Iglesia de San Agustín.
Su bisnieto José Toribio de Larraín y Guzmán sería el primer Marqués de Larraín.